# Uintatherium

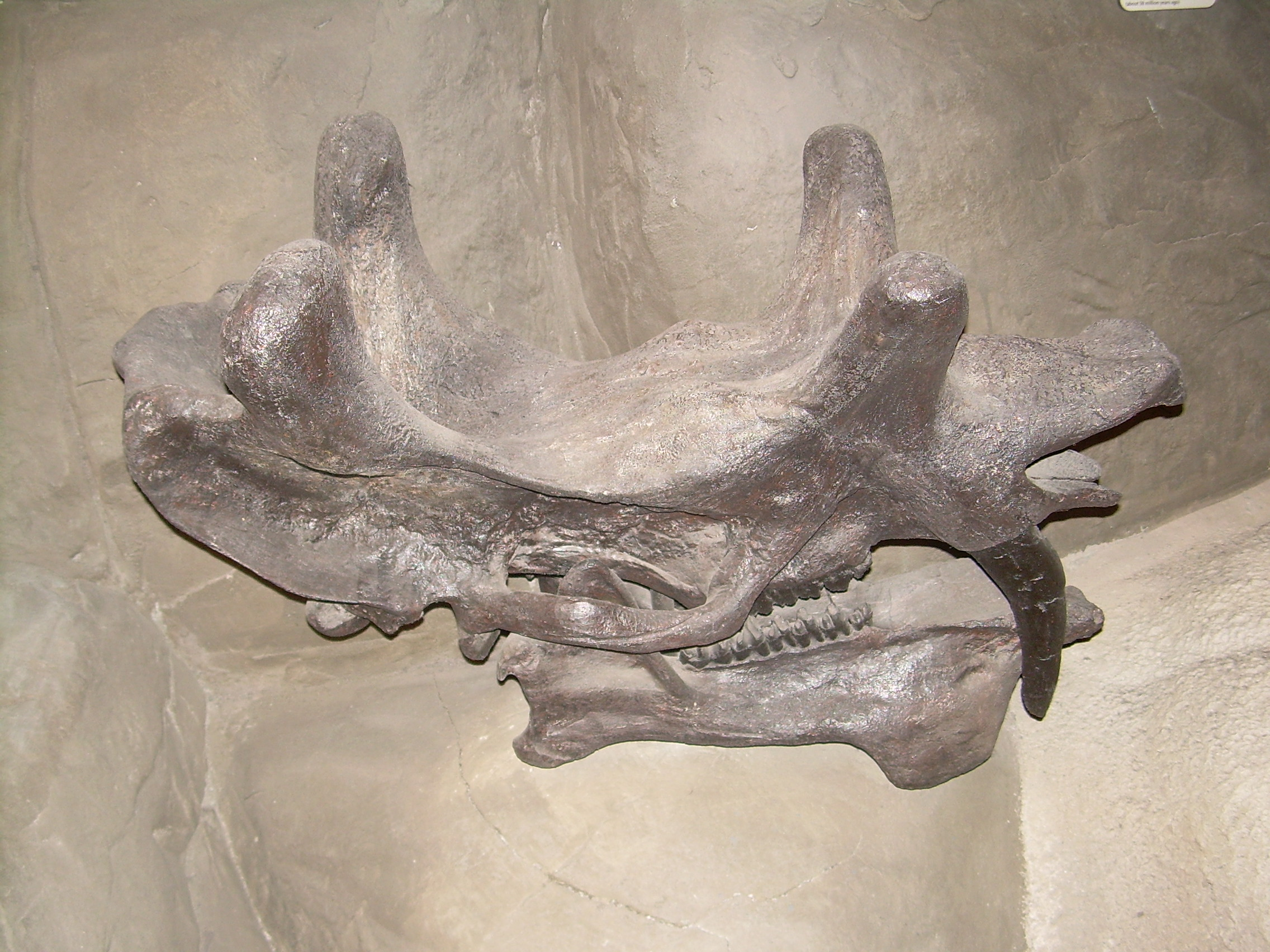
Cranio di Uintatherium anceps

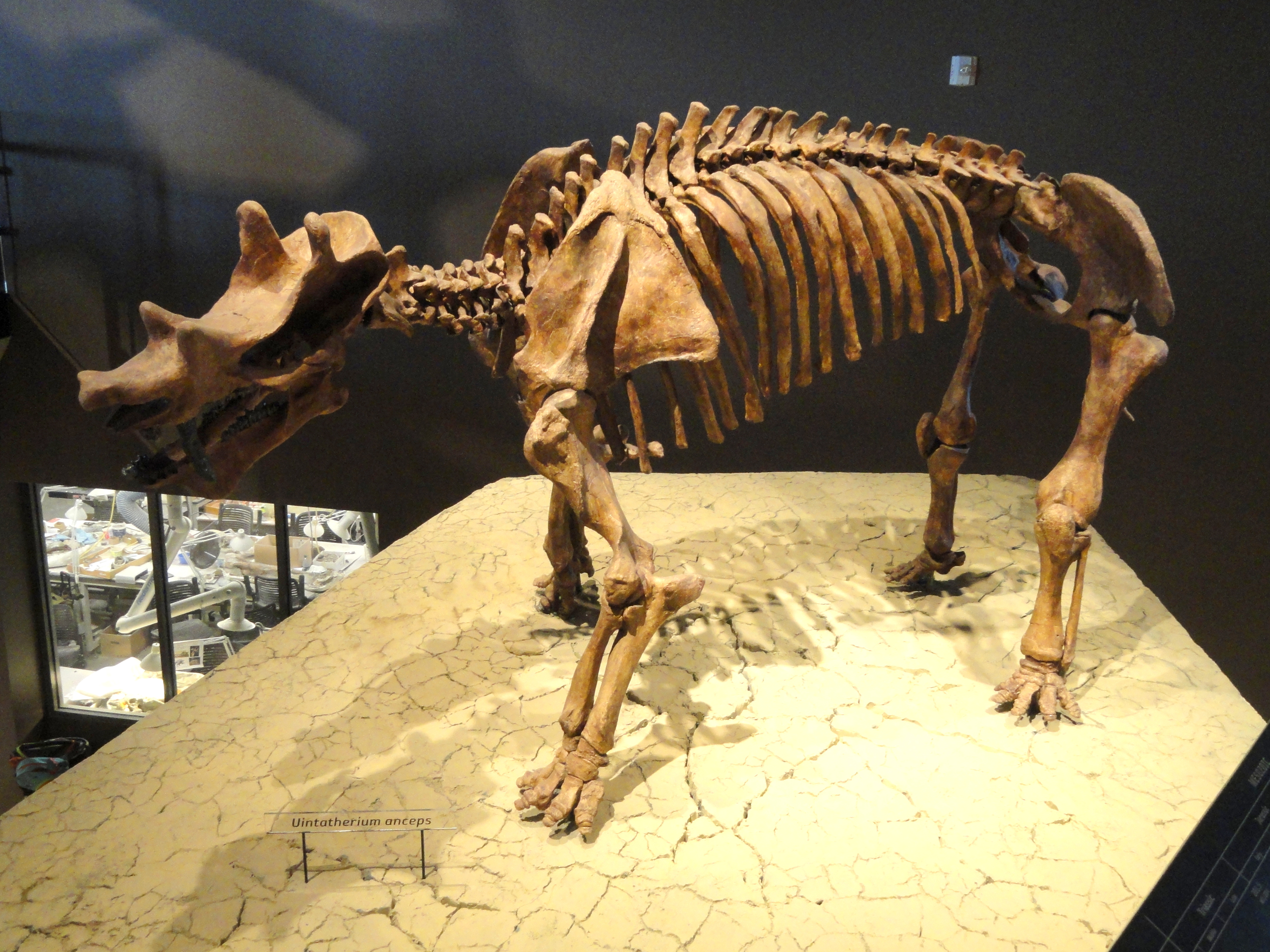
Scheletro di Uintatherium anceps

L'uintaterio (gen. Uintatherium) era un mammifero erbivoro preistorico, appartenente ai dinocerati. Visse tra l'Eocene inferiore e l'Eocene superiore (circa 52 - 37 milioni di anni fa) e i suoi resti fossili sono stati ritrovati in Nordamerica e in Asia.

## Descrizione
Con una lunghezza totale di circa quattro metri, l'altezza di oltre 1,7 metri e il peso di oltre due tonnellate, questo animale era uno dei più grandi mammiferi della sua epoca. L'aspetto doveva ricordare vagamente quello degli attuali rinoceronti, anche se Uintatherium non era strettamente imparentato con questi ultimi.
La caratteristica più insolita di Uintatherium era data dal cranio, che era grande e di struttura robusta, ma anche piatto e concavo. Questa caratteristica è rara e non è riscontrabile in alcun altro gruppo di mammiferi, se non in alcuni brontoteri. La cavità cranica di Uintatherium era eccezionalmente piccola, a causa del fatto che le pareti del cranio erano estremamente robuste. Il peso della testa era ridotto grazie a numerosi sinus presenti nelle pareti del cranio, simili a quelli degli attuali elefanti. Uintatherium era inoltre dotato di grandi canini superiori, vagamente simili a quelli delle tigri dai denti a sciabola. Queste zanne erano un carattere sessualmente dimorfico: erano infatti più grandi nei maschi che nelle femmine. I crani dei maschi erano dotati di sei protuberanze molto prominenti (ossiconi), presenti nella regione frontale della testa. Il paio più avanzato era di dimensioni ridotte, mentre le due paia posteriori erano robuste e a forma di mazza.

## Classificazione
Uintatherium è il rappresentante più noto dei dinocerati, un gruppo di grandi ungulati sviluppatosi alla fine del Paleocene e diversificatosi nel corso dell'Eocene. I suoi parenti più stretti erano gli altrettanto giganteschi Eobasileus e Tetheopsis.
Uintatherium fu descritto per la prima volta da Othniel Charles Marsh nel 1871, il quale lo attribuì a una nuova specie del genere di perissodattili Titanotherium (T. anceps). L'anno dopo, Joseph Leidy attribuì questa specie a un nuovo genere di mammiferi estinti, Uintatherium. I numerosi fossili di Uintatherium rinvenuti in Wyoming e Utah furono un punto focale nella cosiddetta "Guerra delle ossa" tra Marsh e il suo acerrimo rivale, Edward Drinker Cope. I due studiosi classificarono moltissimi fossili di Uintatherium sotto altri nomi generici (ad esempio Dinoceras, Tinoceras, Loxolophodon) e aumentando a dismisura il numero di specie. 

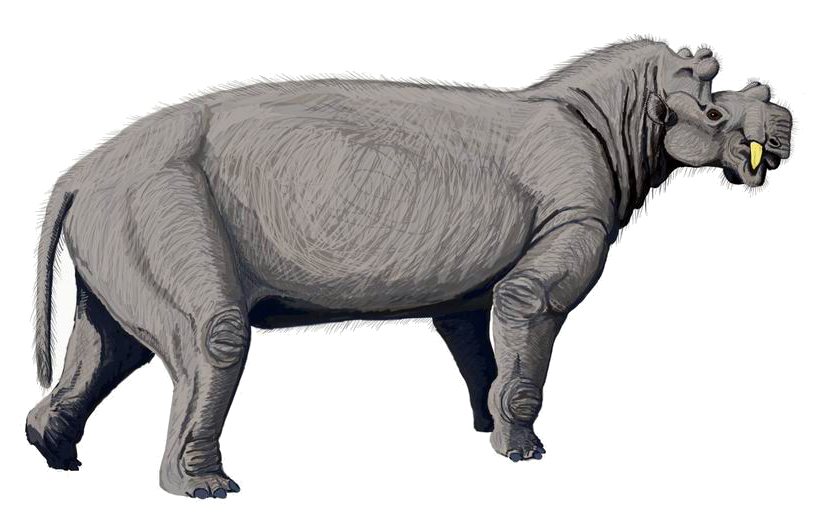
Ricostruzione di Uintatherium anceps

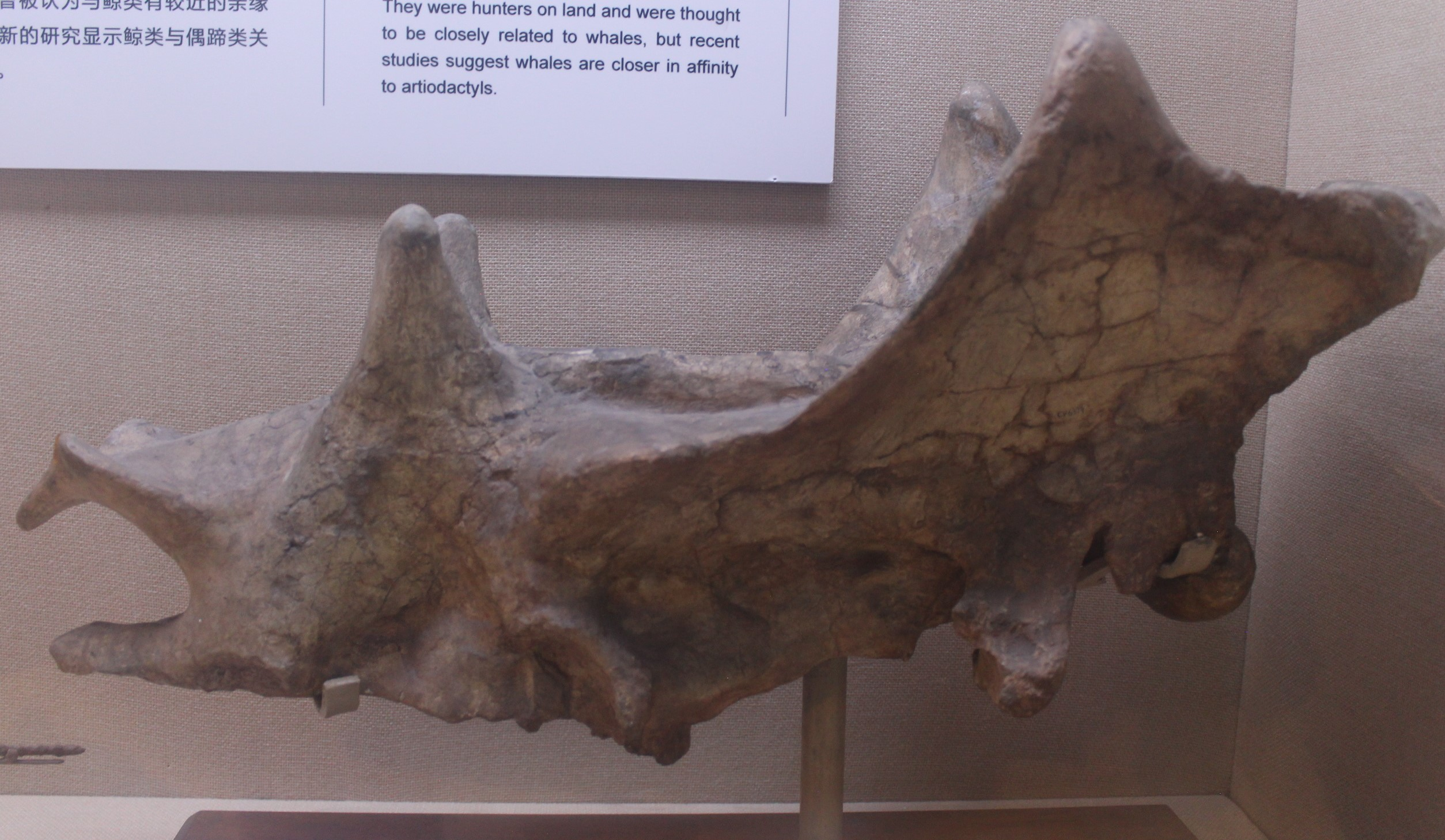
Cranio di Uintatherium insperatus

Attualmente, l'unica specie nordamericana attribuita a Uintatherium è la specie tipo, Uintatherium anceps. Alcuni tra i fossili migliori sono stati ritrovati sulle montagne Uinta, commemorate nel nome generico dell'animale. Uintatherium anceps visse tra la fine dell'Eocene inferiore e l'Eocene medio. In Cina è stata descritta un'altra specie, leggermente più piccola, basata su un cranio in ottimo stato di conservazione: questa specie, U. insperatus, sembrerebbe essere più basale della specie tipo e più affine a Bathyopsis middleswarti in alcune caratteristiche della mascella e delle ossa parietali. I fossili della specie cinese vennero trovati nella formazione Lushi nella provincia di Henan, risalente all'Eocene medio/superiore.

## Paleoecologia
Non è chiaro a cosa servissero i grandi canini superiori di Uintatherium. Probabilmente venivano utilizzati a scopo difensivo o nei combattimenti fra maschi, ma non è improbabile che potessero essere utilizzati per smuovere e strappare piante acquatiche dal fango. Anche le corna arrotondate sono strutture dalla funzione sconosciuta: potrebbero essere state utilizzate a scopo difensivo, ma anche come display sessuale. Uintatherium si estinse circa 37 milioni di anni fa, presumibilmente per le mutazioni climatiche (il clima a fine Eocene divenne più freddo) e per la competizione con i perissodattili, come i brontoteri e i primi rinoceronti.